# William W. Snow
William W. Snow (* 27. April 1812 in Heath, Massachusetts; † 3. September 1886 in Oneonta, New York) war ein US-amerikanischer Politiker. Zwischen 1851 und 1853 vertrat er den Bundesstaat New York im US-Repräsentantenhaus.

## Werdegang
William W. Snow wurde ungefähr zwei Monate vor dem Ausbruch des Britisch-Amerikanischen Krieges im Franklin County geboren. Er besuchte öffentliche Schulen. Danach machte er eine Lehre zum Wollkardierer und Cloth-Dresser. 1831 zog er nach Oneonta im Otsego County. Er war 1841 im Wollkardiergeschäft tätig und trat 1842 in das Zinn- und Eisenwarengeschäft ein. Ferner ging er landwirtschaftlichen Tätigkeiten nach. 1844 saß er in der New York State Assembly. Politisch gehörte er der Demokratischen Partei an.
Bei den Kongresswahlen des Jahres 1850 für den 32. Kongress wurde Snow im 21. Wahlbezirk von New York in das US-Repräsentantenhaus in Washington, D.C. gewählt, wo er am 4. März 1851 die Nachfolge von Hiram Walden antrat. Er schied nach dem 3. März 1853 aus dem Kongress aus.
1870 saß er wieder in der New York State Assembly. Er war 1873 und 1874 Supervisor in Oneonta. 1877 bekleidete er den Posten als State Excise Commissioner. Er saß im Village Board of Trustees. Ferner war er im Bankgeschäft tätig. Er verstarb am 3. September 1886 in Oneonta und wurde dann auf dem Riverside Cemetery beigesetzt.

## Hinweise
1. ↑  Spartacus Educational - Cloth Dressers